# Танхаузен (Баден-Виртемберг)
Танхаузен (њем. Tannhausen) општина је у њемачкој савезној држави Баден-Виртемберг. Једно је од 42 општинска средишта округа Осталб. Према процјени из 2010. у општини је живјело 1.855 становника. Посједује регионалну шифру (AGS) 8136071.

## Географски и демографски подаци
Танхаузен се налази у савезној држави Баден-Виртемберг у округу Осталб. Општина се налази на надморској висини од 504 метра. Површина општине износи 17,7 km². У самом мјесту је, према процјени из 2010. године, живјело 1.855 становника. Просјечна густина становништва износи 105 становника/km².